# James Ley (3e comte de Marlborough)
James Ley, 3e comte de Marlborough (28 janvier 1618 - 3 juin 1665) est un pair britannique et membre du Parlement, appelé Lord Ley de 1629 à 1638.

## Biographie
Il est le fils unique de Henry Ley, auquel il succède en 1638. Il est général de l'Ordnance dans l'Ouest pour Charles Ier en 1643, pendant la guerre civile anglaise, et est nommé plus tard dans l'année au rang d'amiral de la flotte royale à Dartmouth.
Grâce à des études approfondies, Marlborough se forge une réputation de mathématicien et de navigateur compétent. Il fonde une colonie anglaise à St Croix en 1645, qui est cependant détruite en 1650. Il propose de se lancer dans une autre entreprise colonisatrice en 1649, qui apparemment échoue.
Après la restauration, à la fin de 1661, il reçoit le commandement du HMS Dunkirk et est envoyé en tant que commodore d'une escadre pour revendiquer Bombay, cédée à l'Angleterre comme dot de Catherine de Bragance lors de son mariage avec le roi d'Angleterre, Charles II. La flotte transporte le dernier gouverneur portugais de Bombay, António de Melo de Castro, et le premier gouverneur anglais, Abraham Shipman. Cependant, les Portugais sont en mesure de retarder la passation sous divers prétextes et Marlborough est obligé de débarquer les troupes de garnison envoyées avec lui sur l'île d'Anjadip et de rentrer chez lui avec ses navires.
En 1664, il est nommé gouverneur de la Jamaïque mais peu de temps après, il reçoit le commandement du Vieux James et est tué en 1665 lors de la bataille de Lowestoft en tentant de récupérer un navire capturé.
Son oncle William lui succède.